# Alster
Alster – rzeka o długości 56 km przepływająca przez Szlezwik-Holsztyn i Hamburg, prawy dopływ Łaby. W Hamburgu Alster tworzy dwa jeziora, większe Außenalster (164 ha) i mniejsze Binnenalster (18 ha).